# Carl Theodor Welcker

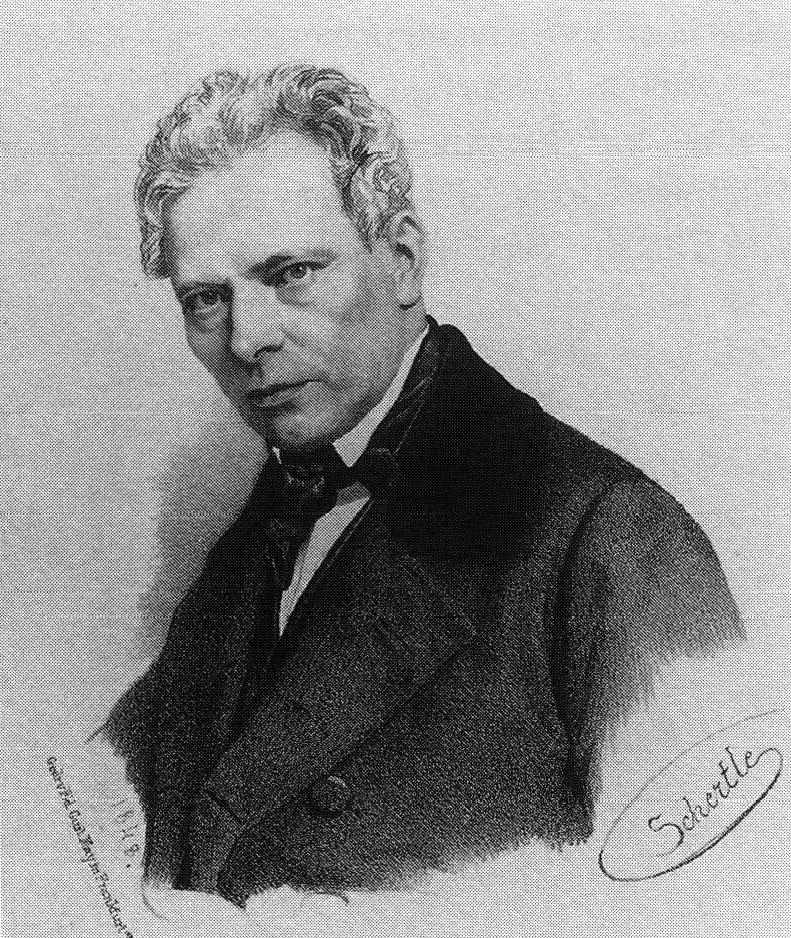
Porträt Carl Theodor Welcker, Lithographie um 1848 nach einer Zeichnung von Valentin Schertle. Welckers Unterschrift:

Karl Theodor Georg Philipp Welcker (* 29. März 1790 in Ober-Ofleiden bei Homberg (Ohm), Landgrafschaft Hessen-Darmstadt; † 10. März 1869 in Neuenheim, Großherzogtum Baden) war ein deutscher Rechtswissenschaftler und liberaler Politiker. Er gehörte dem Verfassungsausschuss der Frankfurter Nationalversammlung an.

## Leben

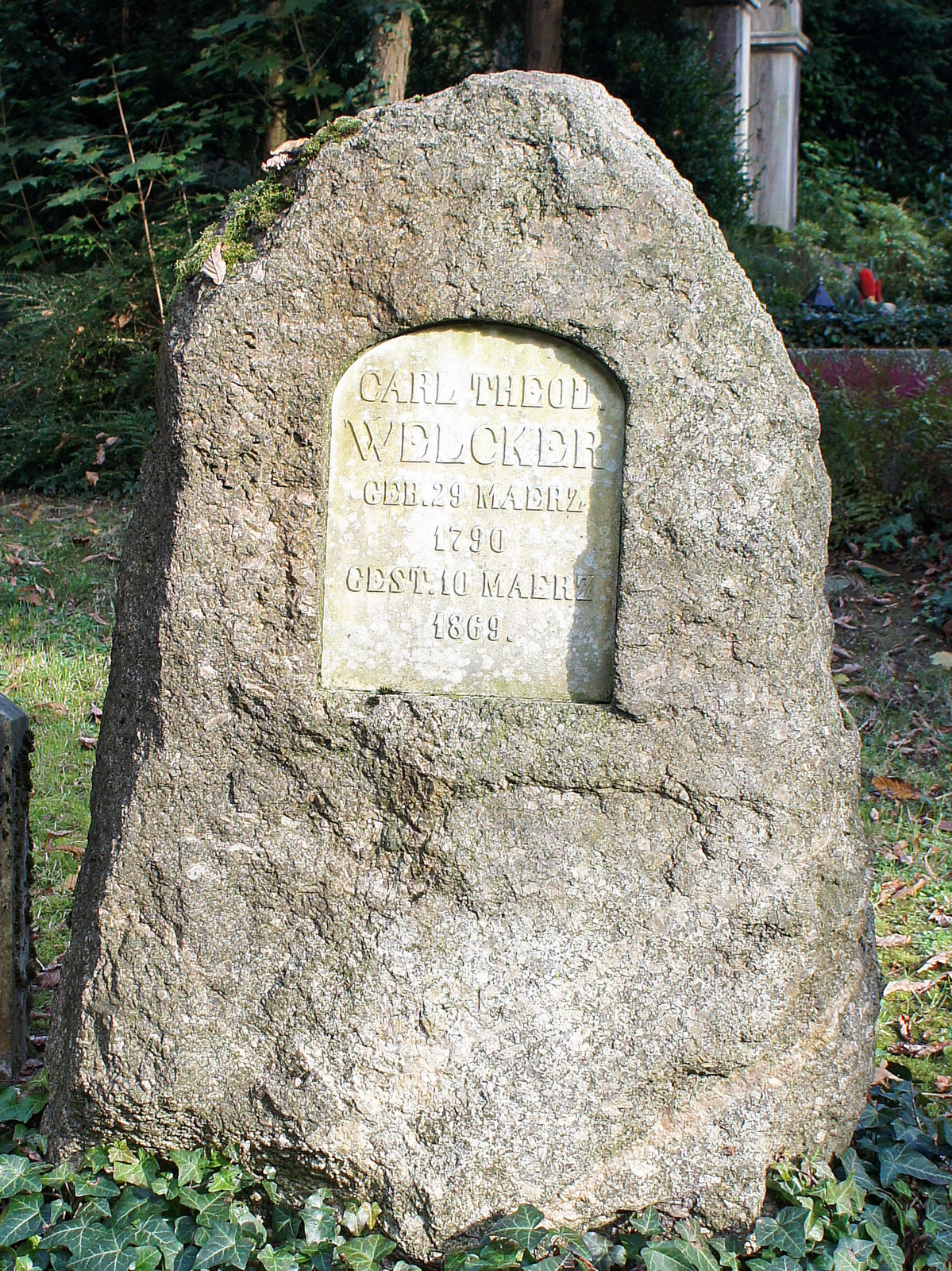
Welckers Grab auf dem Bergfriedhof (Heidelberg)

Carl Theodor Welcker war eines von 17 Kindern des Pfarrers Philipp Christoph Welcker (1756–1829) und der Johanna Welcker, geb. Strack (1757–1829). Sein älterer Bruder Friedrich Gottlieb Welcker war ein berühmter Altphilologe.
Carl Theodor Welcker studierte Rechts- und Staatswissenschaften in Gießen und Heidelberg. In Gießen war er seit dem 18. August 1806 immatrikuliert und seit 1807 Mitglied des Corps Franconia II. Zusammen mit Friedrich Ludwig Weidig und Adolf Ludwig Follen war er an der unerlaubten Wiedergründung der Landsmannschaft Franconia am 8. Mai 1809 beteiligt. Diese wurde am 1. Juli desselben Jahres von den Behörden aufgelöst, allerdings 1811 ein weiteres Mal gegründet. In Heidelberg ist Welcker als Angehöriger der Landsmannschaft der Oberrheiner nachgewiesen. 1813 wurde er an der Universität Göttingen zum Dr. jur. promoviert.
Im Jahr seiner Habilitation 1813 veröffentlichte Welcker als Privatdozent seine Dissertation Die letzten Gründe von Recht, Staat und Strafe. Die Universität Gießen berief ihn 1814 zum ordentlichen Professor der Rechtswissenschaften. 1814 hatte er in einer Rede über Deutschlands Freiheit ein starkes Deutschland mit einem wiederhergestellten Kaisertum und die Besinnung auf germanisch-christliche Traditionen bei scharfer Ablehnung aller französischen, überhaupt ausländischen Ideen gefordert, da er von der politischen Entwicklung enttäuscht war. Welcker nahm zusammen mit über 100 Gießener Studenten 1814 als Freiwilliger eines Jägerbataillons an den Befreiungskriegen teil.
Nach seiner Rückkehr lehrte Welcker als Professor Rechtswissenschaften an den Universitäten Kiel (1814–1816), Heidelberg (1816–1819), Bonn (1819–1822) und Freiburg im Breisgau (1822–1832, 1840/41). In Kiel war er zusammen mit Friedrich Christoph Dahlmann, August Twesten und Nikolaus Falck Herausgeber der frühliberalen Kieler Blätter, die von den deutschen Fürsten die Einhaltung ihres Verfassungsversprechens einforderten. Als führender Vertreter des süddeutschen Liberalismus war er von 1831 bis 1851 Mitglied der Zweiten Badischen Kammer und wurde bereits 1832 wegen seiner politischen Betätigung in den Ruhestand versetzt.
1844 veröffentlichte Welcker Johann Ludwig Klübers Dokumentation Wichtige Urkunden für den Rechtszustand der deutschen Nation, die u. a. die geheimen Beschlüsse der Wiener Ministerialkonferenz 1834 öffentlich machten.
Weitere wichtige Lebensstationen Welckers waren 1847 die Teilnahme an der Heppenheimer Tagung und 1848/49 als Abgeordneter an der Frankfurter Nationalversammlung. 1848 war er Mitglied des Vorparlaments. Er gehörte dort zuerst zur Casino-Fraktion und ab Dezember 1848 zur Fraktion Pariser Hof. Neben Friedrich Daniel Bassermann, Friedrich Christoph Dahlmann, Georg Waitz und Johann Gustav Droysen war er Mitglied des Verfassungsausschusses, dessen Aufgabe die Ausarbeitung einer gesamtdeutschen Verfassung war. Er lieferte sich heftige Rededuelle mit dem Gießener Abgeordneten Carl Vogt. In dieser Zeit wurde er Ehrenmitglied der Freimaurerloge Zur Einigkeit in Frankfurt am Main.

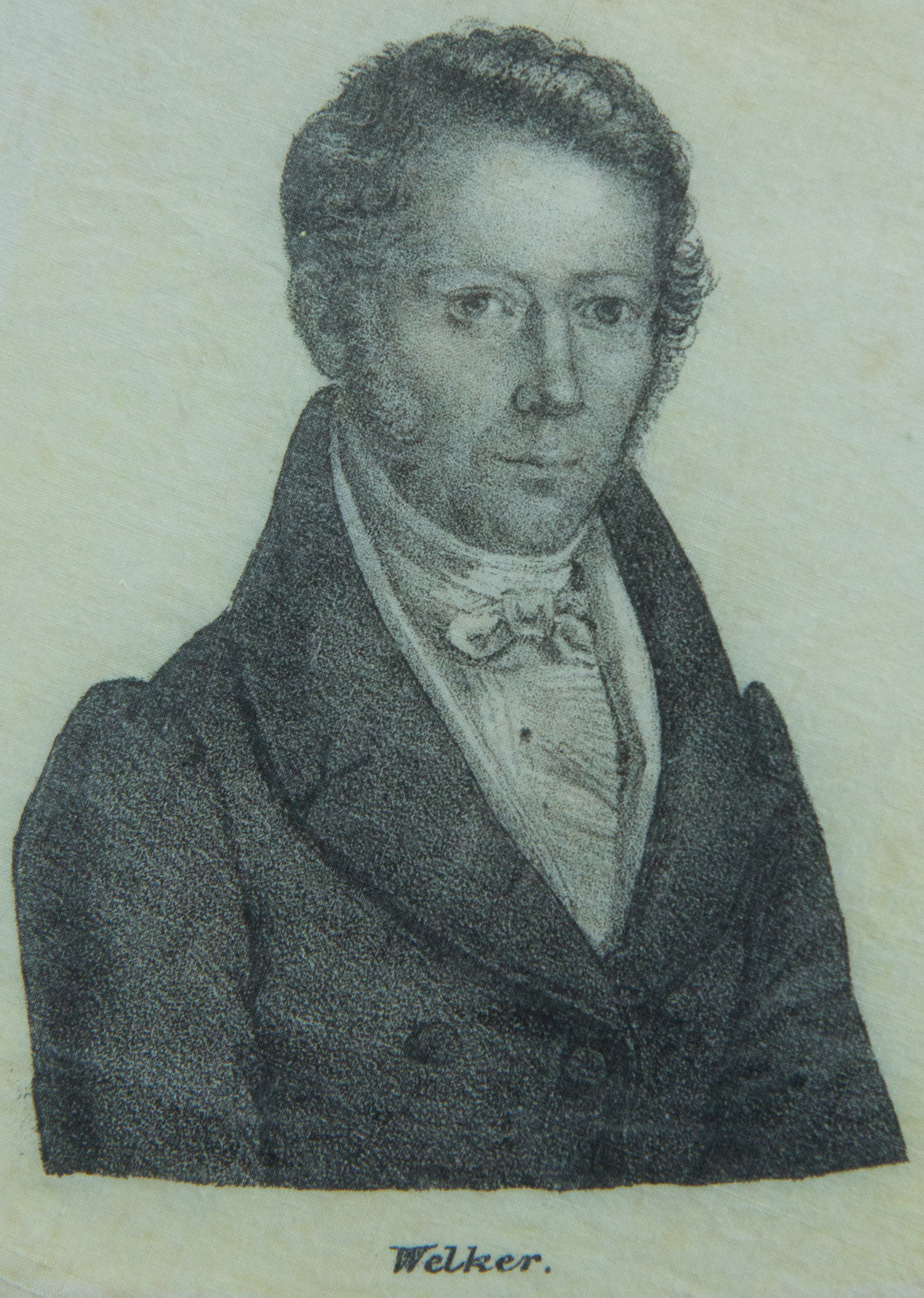
Carl Theodor Welcker auf dem Hambacher Tuch

Welcker wirkte von März bis Juli 1848 als badischer Bundestagsgesandter, von Mai bis Juli 1848 als badischer, später auch als lauenburgischer Bevollmächtigter bei der Provisorischen Zentralgewalt in Frankfurt, von August bis Oktober als außerordentlicher Gesandter der Provisorischen Zentralgewalt in Schweden sowie im Oktober und November 1848 als Reichskommissar in Österreich.
Welcker war ab März 1832 zusammen mit Karl von Rotteck in Freiburg im Breisgau Herausgeber und Redakteur der liberalen Zeitung Der Freisinnige, die mehrfach verboten wurde. Zusammen mit Rotteck gab er von 1834 bis 1843 die erste Auflage des Staats-Lexikons (Rotteck-Welckersches Staatslexikon) in 15 Bänden heraus, das zu seiner Zeit eine der Grundlagen liberaler Weltsicht bildete. Die zweite (12 Bde., 1845–1848) und dritte Auflage (14 Bde., 1856–1866) betreute er nach Rottecks Tod 1840 allein.

## Ehrungen
In Hamburg wurde eine Straße in der Neustadt nach Welcker benannt und zu seinen Ehren ein zwischenzeitlich abgerissener Welcker-Brunnen des Architekten Georg Thielen vor dem Logenhaus der Vereinigten fünf Hamburgischen Logen errichtet. Auch in Karlsruhe gibt es eine Welckerstraße. In seinem Geburtsort Homberg-Ober-Ofleiden ist die Welckerstraße seit 2019  Teil des Welcker-Wiesen-Weges, der von der Kirche über die Ohmauen zur alten Ohmbrücke führt.

## Schriften (Auswahl)
- Die letzten Gründe von Recht, Staat und Strafe. Philosophisch und nach den Gesetzen der merkwürdigsten Völker rechtshistorisch entwickelt, Gießen 1813 (Dissertation).
- Jury, Schwur- oder Geschworenengericht als Rechtsanstalt und als politisches Institut. Die großen Gebrechen unserer deutschen Strafrechtspflege und das Schwurgericht als das einzige Mittel, ihnen gründlich abzuhelfen, Altona 1840.
- Johann Ludwig Klüber: Wichtige Urkunden für den Rechtszustand der deutschen Nation. Mit eigenhändigen Anmerkungen. Aus seinen Papieren mitgeteilt und erläutert von Karl Theodor Welcker, Mannheim 1844 (2. Aufl., Mannheim 1845).
- Hermann Klenner (Hrsg.): Rechtsphilosophie bei Rotteck/Welcker. Texte aus dem Staatslexikon 1834–1847, Rudolf Haufe Verlag, Freiburg/Br. u. a. 1994 (= Haufe-Schriftenreihe zur rechtswissenschaftlichen Grundlagenforschung. Band 6), ISBN 3-448-02940-8.